# Bajzáth János
Pészaki Bajzáth János (1734. – 1811.) író, Fejér vármegye táblabírája, Bajzáth József veszprémi püspök öccse, a Bajzáth család sarja.

## Élete
Bajzáth György és Litassy Klára második fiúgyermeke. Bátyja, József kijárta, hogy Torontál vármegyében, Pészak községben kapjon birtokot, melyet később egy iszkaszentgyörgyi birtokkal egészítettek ki. Így került Fejér vármegyébe, ahol aztán táblabíróvá lépett elő. Legkisebb fia, György, 1859-ben bárói címet szerzett.

## Családja
Első felesége a Gáhó családból való volt, tőle egyetlen fia született:
- József (1770–1850); felesége: vizeki Tallián Zsófia

Másodszor is megnősült, ezúttal Sólonyi Rózát vette el, három gyermekük ismert:
- Rozália (1781–1827); férje: geresdi Kiss Sándor
- György András (1791–1869); felesége: Bernrieder Mária
- Franciska (1795–1861); férje: nemeskéri Kiss Sándor

## Műve
- Egyházi beszéd, melyet a portiunculai bucsura mondott. Székesfehérvár, 1810.